# Віра Сіленті
Віра Сіленті (італ. Vira Silenti) (16 квітня 1931, Неаполь) — італійська акторка.

## Біографія
Справжнє ім'я та прізвище — Ельвіра Джовене.  
Навчалася в Академії танцю в Римі / «Allieva dell'Accademia» під керівництвом хореографа Ії Російської / Jia Ruskaja.  
Дебютувала у віці 11-ти років у фільмі режисера Николи Манзаро «Ніч після опери / Una notte dopo l'opera» (малятко Міммі, 1942). Грала дітей і підлітків у фільмах 40-х років.  
У 1953 році виконала роль Гізелли у фільмі відомого італійського режисера Федеріко Фелліні Мамині синочки.  
Знімалася в кіно до 1969 року. В 70-ті — 80-ті роки грала в телесеріалах. Займалася дублюванням і озвученням фільмів.  
Після значної перерви зіграла у фільмі «Sul filo del rasoio» (1992).

## Фільмографія
- Una notte dopo l'opera (1942)
- Dagli Appennini alle Ande (1943)
- In cerca di felicità (1944)
- Vietato ai minorenni (1944)
- Montecassino (1946)
- Tempesta d'anime (1947)
- Ultimo amore (1947)
- Preludio d'amore (1947)
- Il fiacre n° 13 (1948)
- Totò cerca moglie (1950)
- Tototarzan (1950)
- Romanzo d'amore (1950)
- Menzogna (1952)
- Bellezze in moto-scooter (1952)
- La nemica (1952)
- La storia del fornaretto di Venezia (1952)
- Lasciateci in pace (1953)
- Мамині синочки (1953)
- La Gioconda (1953)
- Francois il contrabbandiere (1953)
- Canzone appassionata (1953)
- Casa Ricordi (1954)
- Lo que nunca muere (1954)
- Domenica è sempre domenica (1958)
- Vacanze d'inverno (1959)
- Il figlio del corsaro rosso (1959)
- Maciste nella Valle dei Re (1960)
- Maciste nella terra dei Ciclopi (1961)
- Giuseppe venduto dai fratelli (1961)
- Maciste all'inferno (1962)
- La bella addormentata (1963)
- Il ponte dei sospiri (1964)
- Col cuore in gola (1967)
- Commando suicida (1968)